# Michael Kaul (Maler)
Michael Kaul (* 1957 in Braunschweig) ist ein deutscher Maler.

## Leben
Michael Kaul begann sein Studium 1978 an der Hochschule für Bildende Künste Braunschweig. Er schloss es 1985 als Meisterschüler von Roland Dörfler ab und erhielt im selben Jahr den Rudolf-Wilke-Preis der Stadt Braunschweig. Darauf folgten verschiedene Stipendien, so das Stipendium des Atelierhaus Worpswede 1986, das Niedersächsische Nachwuchsstipendium 1987, das Barkenhoff-Stipendium 1989, das Villa-Romana-Stipendium in Florenz 1992 und 2004 das Arbeitsstipendium der Stiftung Kunstfonds Bonn. Michael Kaul lebt und arbeitet in Braunschweig. Er stellt in Deutschland und anderen europäischen Ländern aus.

## Werk
In seinen ungegenständlichen Bildern widmet sich Michael Kaul der Farbe, ihrem Farbwert, ihrer flächigen und auch lasierend übereinandergelegten Platzierung auf dem Malgrund. Was sich insofern von mimetischen Darstellungen abwendet, ist zugleich mit assoziativen Bildtiteln in deutscher oder englischer Sprache verbunden, wie zum Beispiel „Matrosenliebe“, „Kladde“ oder „Shipless Ocean“. Die auf Nessel oder auf Papier ausgeführten Bilder zeigen formal wiederkehrend amorphe oder vorhangartige Strukturen. Häufig sind ebenfalls Lineaturen, wobei letztere nie streng gerade, sondern nur freihändig gemalt auftreten. Das stets ablesbare, zugleich aber subtil angewendete Schichten der Farben lässt sich als anti-elitäre Malweise verstehen, da auch ungeübte Betrachtende den Farbauftrag logisch nachvollziehen können. Diese Technik ist weiterhin ein Mittel, sich malerisch dem Phänomen des Lichts zu widmen, das dabei sowohl als physikalische, emotionale und zeichenhafte Qualität der Dinge erscheint.

## Ausstellungen (Auswahl)
- 2022: Wundertüte, mit Nicky Hodge, Hart’s Lane Gallery, London (GB); Like a slight hiccup, La Grange Gallery, Cernay-Lès-Reims (F)
- 2021: Herbstausstellung Niedersächsischer Künstler, Kunstverein Hannover; Delphian Open Call 2021 Winners, Unit1 Gallery, London (GB)
- 2019: To all our absent dialogues, 155A Gallery, London (GB)
- 2018: Schnittmuster, Galerie Wittenbrink, München
- 2017: Unites, Jurmala City Museum, Jurmala (Lettland)
- 2016: Challenges and Directions, The National M. K. Ciurlionis Art Museum, Kaunas (Litauen)
- 2015: Raumstationen, Kunstverein Hannover
- 2014: Neue Arbeiten, Galerie Ulf Larsson, Köln; Verein für aktuelle Kunst/Ruhrgebiet e. V. (mit Matthias Lutzeyer und Petra Siering), Oberhausen
- 2013: Anonymus, Brandenburgischer Kunstverein, Potsdam
- 2012: Geyso 20-Künstler im Dialog, Städtische Kunstsammlungen Schloss Salder, Salzgitter
- 2011: Just do it, Galerie Ulf Larsson, Köln
- 2010: Leinen Los! Kunstverein Hannover
- 2009: Domino, Kunstraum Hüll, Hüll
- 2008: Ergänzen.Durchdringen, Galerie da entlang, Dortmund
- 2006: 100%, Galerie Wittenbrink, München
- 2005: Arena, Künstlerhaus Göttingen; 38100, Allgemeiner Konsumverein, Braunschweig
- 2004: Vis à Vis (mit Martina Bothe), Kunstverein Germersheim
- 2003: First Glance, Museum am Ostwall, Dortmund
- 2002: Forum Zeitgenössischer Kunst: ZEIT, Kunstverein Bielefeld; Perspektiven, Kunstverein Hannover
- 2001: Noch MEHR Knöpfe für Lüdenscheid, Museen der Stadt Lüdenscheid
- 1997: Depots, Kunstverein Springhernhofen, Neuenkirchen
- 1995: Frühlingserwachen, Kunstverein Hannover
- 1991: Preisträger der Villa Romana, Kunsthalle zu Kiel
- 1983: Forum Junger Kunst, Württembergischer Kunstverein Stuttgart, Staatliche Kunsthalle Mannheim, Staatliche Kunsthalle Baden-Baden